# دونالد دوفي
دونالد دوفي (بالإنجليزية: Donald Duffy)‏ هو جراح وطبيب أسترالي، ولد في 1915، وتوفي في 16 يناير 1995.